# Giro delle Fiandre 1980
Il Giro delle Fiandre 1980, sessantaquattresima edizione della corsa, fu disputato il 30 marzo 1980, per un percorso totale di 265 km. Fu vinto dal belga Michel Pollentier, al traguardo con il tempo di 6h36'45" alla media di 38,459 km/h, che riuscì a battere i tre specialisti del pavé Francesco Moser, Jan Raas e Roger de Vlaeminck.
Partenza a Sint-Niklaas con 179 ciclisti di cui 46 portarono a termine il percorso.

## Ordine d'arrivo (Top 10)
| Pos. | Corridore               | Squadra     | Tempo    |
| ---- | ----------------------- | ----------- | -------- |
| 1    | Michel Pollentier       | Splendor    | 6h36'45" |
| 2    | Francesco Moser         | Sanson      | s.t.     |
| 3    | Jan Raas                | TI-Raleigh  | s.t.     |
| 4    | Roger De Vlaeminck      | Boule d'Or  | a 20"    |
| 5    | Marc Demeyer            | Ijsboerke   | s.t.     |
| 6    | Freddy Maertens         | San Giacomo | s.t.     |
| 7    | Gilbert Duclos-Lassalle | Peugeot     | s.t.     |
| 8    | Gottfried Schmutz       | Cilo-Aufina | a 2'15"  |
| 9    | Guy Sibille             | Peugeot     | a 2'40"  |
| 10   | Fons De Wolf            | Boule d'Or  | a 2'45"  |